# رافي أغاروال
رافي أغاروال (بالإنجليزية: Ravi Agarwal)‏ هو رياضياتي هندي، ولد في 10 يوليو 1947.